# Willow Nintendo Entertainment System
Willow Nintendo Entertainment System is een computerspel voor het platform Nintendo Entertainment System. Het spel werd uitgebracht in 1989. 